# Arthur Liebehenschel
Arthur Liebehenschel (Posen, 25 de novembro de 1901 — Cracóvia, 24 de janeiro de 1948) foi um oficial da SS nazista, comandante dos campos de concentração de Auschwitz e Majdanek durante a Segunda Guerra Mundial.
Estudou administração e economia e em 1932 filiou-se ao Partido Nazista entrando para a SS dois anos depois. A partir daí, Liebehenschel recebeu várias posições e comandos em campos de concentração, que incluíram servir como ajudante em Lichtenburg, inspecionar campos e  dirigir o departamento de economia da SS.
Em 10 de novembro de 1943, ele substituiu Rudolf Hoess como comandante de Auschwitz, onde ficou por seis meses, sendo transferido para Majdanek em maio do ano seguinte. Quando o campo de extermínio foi evacuado em virtude do avanço das tropas aliadas, foi nomeado para cargo burocrático de alto escalão nas SS.
Preso após a guerra pelos norte-americanos e extraditado para a Polônia, foi julgado e condenado por genocídio e enforcado em Cracóvia em janeiro de 1948.